# Selecció de futbol d'Estònia
La selecció de futbol d'Estònia representa a Estònia a les competicions internacionals de futbol. És controlada per l'Associació Estoniana de Futbol.

## Participacions en la Copa del Món
- 1930 - No participà
- Del 1934 al 1938 - No es classificà
- Del 1950 al 1990 - No participà, formava part de l'URSS
- Del 1994 al 2014 - No es classificà

## Participacions en el Campionat d'Europa
- Del 1960 al 1992 - No participà, formava part de l'URSS
- Del 1996 al 2016 - No es classificà

## Entrenadors
A 10 de juny, 2009.
- 1924	 Ferenc Kónya
- 1925	 Ferenc Nagy
- 1927	 Antal Mally
- 1930	 Fritz Kerr
- 1932	 Albert Vollrat
- 1934	 Bernhard Rein
- 1935	 Antal Mally
- 1936-1938	 Bernhard Rein
- 1939-1940	 Elmar Saar
- 1992-1993	 Uno Piir
- 1994-1995	 Roman Ubakivi
- 1995	 Aavo Saraptemp
- 1996-1999	 Teitur Thordarson
- 1999-2000	 Tarmo Rüütli
- 2000	 Aivar Lilleveretemp
- 2000-2004	 Arno Pijpers
- 2004-2007	 Jelle Goes
- 2007	 Viggo Jensentemp
- 2007-	 Tarmo Rüütli

## Jugadors

### Jugadors amb més partits
A 10 de setembre de 2009.
| #  | Anys      | Partits | Gols | Nom             |
| -- | --------- | ------- | ---- | --------------- |
| 1  | 1992-2009 | 157     | 14   | Martin Reim     |
| 2  | 1992-2005 | 143     | 9    | Marko Kristal   |
| 3  | 1992-2009 | 120     | 0    | Mart Poom       |
| 4  | 1995-     | 114     | 35   | Andres Oper     |
| 5  | 1997-     | 113     | 15   | Kristen Viikmäe |
| 6  | 1994-2007 | 102     | 27   | Indrek Zelinski |
| 7  | 1997-2007 | 94      | 5    | Sergei Terehhov |
| 8  | 1998-     | 92      | 7    | Raio Piiroja    |
| 9  | 1992-2007 | 86      | 3    | Marek Lemsalu   |
| 10 | 1992-2000 | 80      | 5    | Urmas Kirs      |

### Jugadors amb més gols
A 10 de setembre de 2009.
| # | Anys      | Partits | Gols | Nom                 |
| - | --------- | ------- | ---- | ------------------- |
| 1 | 1995-     | 114     | 35   | Andres Oper         |
| 2 | 1994-2007 | 102     | 27   | Indrek Zelinski}    |
| 3 | 1921-1935 | 58      | 21   | Eduard Ellman-Eelma |
| 4 | 1933-1940 | 42      | 18   | Richard Kuremaa     |
| 5 | 1920-1931 | 44      | 17   | Arnold Pihlak       |
| 6 | 1997-     | 113     | 15   | Kristen Viikmäe     |
| 7 | 1932-1939 | 42      | 14   | Georg Siimenson     |
| = | 1992-2007 | 157     | 14   | Martin Reim         |
| 9 | 1920-1927 | 13      | 9    | Friedrich Karm      |
| = | 1992-2005 | 143     | 9    | Marko Kristal       |

## Estadístiques
- Primer partit

| Finlàndia | 6 - 0 | Estònia |
| --------- | ----- | ------- |
|           |       |         |

 Hèlsinki, Finlàndia
- Major victòria

| Estònia | 6 - 0 | Lituània |
| ------- | ----- | -------- |
|         |       |          |

 Tallinn, Estònia
- Major derrota

| Finlàndia | 10 - 2 | Estònia |
| --------- | ------ | ------- |
|           |        |         |

 Hèlsinki, Finlàndia